# Echinocletodes walvisi
Echinocletodes walvisi is een eenoogkreeftjessoort uit de familie van de Cletodidae. De wetenschappelijke naam van de soort is voor het eerst geldig gepubliceerd in 1974 door Dinet.